# Drop It Low
A Drop It Low Ester Dean amerikai dalszövegíró és énekesnő debütáló kislemeze. A hivatalos változatban Chris Brown vokálai is hallhatóak. A More Than a Game című film albumán kapott helyet a szám. Lil Wayne, Trey Songz és Diddy készített remixet a dalhoz.

## Hivatalos változatok
- Drop It Low - 3:14
- Drop It Low (Remix) - 4:58

## Videóklip
2009. augusztusában, Joseph Kahn rendezésében forgatták a klipet, aki Brown-nal már korábban is dolgozott. 2009. szeptember 15. hetében debütált a kisfilm több zenecsatornán, például az MTV műsorán. Ester és Chris mellett Nelly, Keri Hilson, Teyana Taylor, Polow da Don, Omarion, Audio Push, Twerk Team, Soulja Boy Tell 'Em, Rich Boy, Barry Mijo Bradford is megjelenik a videóban.

## Slágerlistás helyezések
| Slágerlista (2009)                               | Legjobb helyezés |
| ------------------------------------------------ | ---------------- |
| USA Billboard Hot 100 lista                      | 38               |
| US Billboard Hot R&B/Hip-Hop Songs lista         | 38               |
| US Billboard Mainstream Top 40 (Pop Songs) lista | 32               |

## Fordítás
Ez a szócikk részben vagy egészben  a   Drop It Low című angol Wikipédia-szócikk fordításán alapul.  Az eredeti cikk szerkesztőit annak laptörténete sorolja fel. Ez a jelzés csupán a megfogalmazás eredetét és a szerzői jogokat jelzi, nem szolgál a cikkben szereplő információk forrásmegjelöléseként.